# HD101724
HD101724 — хімічно пекулярна зоря спектрального класу B9, що має видиму зоряну величину в смузі V приблизно  8,0.
Вона  розташована на відстані близько 1194,7 світлових років від Сонця.

## Фізичні характеристики
Телескоп Гіппаркос зареєстрував фотометричну змінність  даної зорі з періодом    1,40 доби в межах від  Hmin= 8,06 до  Hmax= 7,99.

## Пекулярний хімічний склад
Зоряна атмосфера HD101724 має підвищений вміст 
Si
.